# نیکولای چرکاسوف
نیکولای چرکاسوف (روسی: Никола́й Константи́нович Черка́сов؛ ۲۷ ژوئیهٔ ۱۹۰۳ – ۱۴ سپتامبر ۱۹۶۶) یک هنرپیشه اهل اتحاد جماهیر شوروی سوسیالیستی بود.
از فیلم‌ها یا برنامه‌های تلویزیونی که وی در آن نقش داشته است می‌توان به الکساندر نوسکی، دن کیشوت، جزیره گنج، نبرد استالینگراد و ایوان مخوف اشاره کرد.
وی همچنین برنده جوایزی همچون نشان لنین، و جایزه هنرمند مردمی اتحاد جماهیر شوروی، نشان لنین و جایزه لنین شده است.